# Chocianów (gemeente)
De gemeente Chocianów is een stad- en landgemeente in het Poolse woiwodschap Neder-Silezië, in powiat Polkowicki.
De zetel van de gemeente is in Chocianów.
Op 30 juni 2004 telde de gemeente 12 701 inwoners.

## Oppervlakte gegevens
In 2002 bedroeg de totale oppervlakte van gemeente Chocianów 230,27 km², waarvan:
- agrarisch gebied: 42%
- bossen: 51%

De gemeente beslaat 29,52% van de totale oppervlakte van de powiat.

## Demografie
Stand op 30 juni 2004:
| Omschrijving                   | Totaal | Totaal | Vrouwen | Vrouwen | Mannen | Mannen |
| ------------------------------ | ------ | ------ | ------- | ------- | ------ | ------ |
| eenheid                        | aantal | %      | aantal  | %       | aantal | %      |
| inwoners                       | 12 701 | 100    | 6377    | 50,2    | 6324   | 49,8   |
| bevolkingsdichtheid (inw./km²) | 55,2   | 55,2   | 27,7    | 27,7    | 27,5   | 27,5   |

In 2002 bedroeg het gemiddelde inkomen per inwoner 1195,59 zł.

## Plaatsen
Brunów, Chocianowiec, Duninów, Jabłonów, Michałów, Ogrodzisko, Parchów, Pogorzeliska, Raków, Szklary Dolne, Trzebnice, Trzmielów, Żabice.

## Aangrenzende gemeenten
Chojnów, Gromadka, Lubin, Polkowice, Przemków, Radwanice